# Leadfoot

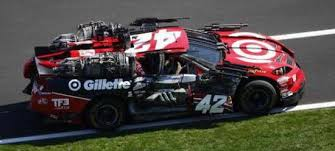
Leadfoot sous la forme véhicule

Leadfoot est un personnage de l'univers Transformers. Il est issu de la série Transformers Generation 2 et a été repris pour le film Transformers 3 : la Face cachée de la Lune.
- Nom : Leadfoot
- Affiliation : Autobots
- Sous-Affiliation : Wreckers
- Protoform : Autobot
- Mode Alternative : Chevrolet Impala NASCAR

## Transformers 3: la Face cachée de la Lune
Leadfoot est le chef des Wreckers, il fait partie des robots de maintenance du Xantium avec Topspin et Roadbuster, le vaisseau de transport Autobot. Il est à son bord quand celui-ci est attaqué et détruit par Starscream. Ayant réussi à fuir avec les autres Autobots, Leadfoot rejoint Chicago pour aider Sam Witwicky. Il tue avec ses frères le conducteur du vaisseau qui s'en prenait à Sam et Epps puis dit à ces derniers qu'ils se sont tous cacher et repartis comme prévu avec sa conclusion : "on vas pas la où on veut pas aller". À Chicago, les Wreckers affrontent violemment Shockwave avec des tirs à distance. Celui-ci parvient à les repousser. Leadfoot aide ensuite Optimus Prime à se détacher des fils auxquels il était attaché. Il tue plus tard le Decepticon Devcon avec les autres Wreckers.
Physiquement, Leadfoot est rouge et possède une sorte de paire de lunettes de soleil. Sa voix est doublée par John DiMaggio.

## Transformers 4: L'Âge de l'extinction
Dans le quatrième opus, Leadfoot apparaît dans un enregistrement vidéo (juste après Ratchet et Sideswipe) d'un drone que Cade avait volé, où il est encerclé et attaqué par Cemetery Wind (« Vent de Cimetière ») sur une autoroute un soir. Il tente de les repousser et les raisonner mais il meurt en recevant un obus dans le torse, sans doute tiré par Lockdown. En voyant ces enregistrements et découvrant leurs camarades morts, les Autobots et la famille Yeager plongent dans la tristesse, Optimus baisse la tête sous le coup de l'émotion et Hound retire son chapeau par respect pour ses amis. En fait, Leadfoot s'est fait traquer et tuer par Lockdown et l'unité peu de temps après Ratchet. Son corps a ensuite été amené à l'entreprise KSI pour permettre aux scientifiques de construire leurs propres Transformers, car nous pouvons voir de nouveaux Decepticons inspiré de lui tel que les Traxes. Néanmoins, Optimus vengera sa mort en tuant Harold Attinger (car ce dernier dirigeait la traque) et Lockdown lors de la bataille finale de Hong-Kong.